# Peliala andria
Peliala andria là một loài bướm đêm trong họ Erebidae.